# Göringgambiet
Het Göringgambiet is in de opening van een schaakpartij een variant in de Schotse opening. Het gambiet is ingedeeld bij de open spelen.
Het ontstaat na de zetten: 1. e4 e5 2. Pf3 Pc6 3. d4 ed 4. c3.
Eco-code C 44.
De zet 4.c3 werd het eerst toegepast in 1843 in een partij van Howard Staunton die in The Chess Player's Chronicle was opgenomen. De variant kreeg haar naam pas in 1877, toen de Oostenrijkse schaker Carl Göring het gambiet in een toernooi tegen Louis Paulsen gespeeld had. De zet 4. c3 is later terdege door Paulsen onderzocht. In datzelfde toernooi versloeg Göring de schakers Adolf Anderssen en Johann Zukertort.